# Trivaldi
Trivaldi (stnord. Þrívaldi, eng. Thrívaldi ili Thrivaldi) je bio div u nordijskoj mitologiji. Imao je šest glava. Ubio ga je bog groma Thor.
Snorri Sturluson spominje Tora kao ubojicu Trivaldija u Proznoj edi.